# Къща от пясък и мъгла
„Къща от пясък и мъгла“ (на английски: House of Sand and Fog) е американска психологическа драма от 2003 г. на режисьора Вадим Перелман, който е съсценарист със Шон Лорънс Ото, базиран е на едноименния роман, написан от Андре Дюбюс III и участват Дженифър Конъли и Бен Кингсли.